# Der 100. Psalm
Der 100. Psalm, op. 106, ist eine Komposition von Max Reger in D-Dur für gemischten Chor und Orchester, eine spätromantische Vertonung von Psalm 100. Reger begann mit der Komposition im Jahr 1908, um das 350. Jubiläum der Universität Jena zu feiern. Teil I wurde am 31. Juli des Jahres zu diesem Anlass aufgeführt. Reger vervollständigte das Werk 1909. Es wurde im gleichen Jahr veröffentlicht, und vollständig erstmals am 23. Februar 1910 aufgeführt, gleichzeitig in Chemnitz und Breslau. Das vollständige viersätzige Werk ist eine Chorsinfonie.

## Geschichte
Reger begann das Werk für die 350-Jahr-Feier der Universität Jena. Die Textgrundlage ist der 100. Psalm in der Übersetzung Martin Luthers. Reger komponierte das Werk in Leipzig, vom 24. April 1908 bis Anfang Juli. Er schrieb in seiner Widmung „Der hohen Philosophischen Fakultät der Universität Jena zum 350jährigen Jubiläum der Universität Jena“. Teil I wurde am 31. Juli 1908 zum Jubiläum aufgeführt. Fritz Stein leitete den Akademischen Chor Jena und die Sängerschaft zu St. Pauli, die Kapelle des 71. Infanterieregiments Erfurt und Mitglieder der Weimarer Hofkapelle, mit dem Organisten Kurt Gorn. Reger hatte dem Dirigenten geschrieben: „Die Hörer des Psalms müssen nachher als ‚Relief‘ an der Wand kleben; ich will, dass der Psalm eine niederschmetternde Wirkung bekommt! Also sei so gut und besorge das!“ Nach der Aufführung erhielt Reger die Ehrendoktorwürde der Universität.
Reger vervollständigte die Komposition von Mai bis August 1909. Sie wurde von Peters in Leipzig veröffentlicht, zuerst im September 1909 die Chorpartitur, die Reger selbst angefertigt hatte. Die Partitur und die Stimmen erschienen im Dezember des Jahres. Das vollständige Werk erklang erstmals am 23. Februar 1910, gleichzeitig in der Lukaskirche in Chemnitz sowie in Breslau. In Chemnitz dirigierte Reger den Kirchenchor St. Lukas und die Städtische Kapelle, mit Georg Stolz (1870–1931) an der Orgel. In Breslau leitete Georg Dohrn die Sing-Akademie und den Orchester-Verein, mit dem Organisten Max Ansorge. Ein Rezensent der Neuen Musikzeitung schrieb danach: „Noch unter dem Eindruck des Gehörten, des Miterlebten stehend, ist es mir unsagbar schwer, all das Tiefempfundene, das Erhabene und Göttliche jener Stunde hier zum Ausdruck zu bringen. Man war tief erschüttert, als die gewaltige Doppelfuge verklungen war, hatte etwas Unvergessliches erlebt.“
2016 wurde das Werk zur Feier des Reger-Jahrs in der Thomaskirche in Leipzig am Todestag Regers, dem 11. Mai, aufgeführt. Der Leipziger Universitätschor und das MDR-Sinfonieorchester wurden von David Timm geleitet.

## Aufbau und Besetzung
Der Text des Psalms ist in vier Sätze als eine Chorsinfonie aufgeteilt. Die folgende Tabelle beruht auf dem Klavierauszug und zeigt den Textbeginn, Psalmvers(e), Stimmen des SATB-Chors, Vortragsbezeichnung (Bez.), Tonart und Tempo.
| Nr. | Text                         | Vers | Stimmen  | Bez.                  | Tonart | Tempo |
| --- | ---------------------------- | ---- | -------- | --------------------- | ------ | ----- |
| 1   | Jauchzet                     | 1,2  | SATB     | Maestoso (animato)    | D-Dur  | 4/4   |
| 2   | Erkennet                     | 3    | SSAATTBB | Andante sostenuto     |        | 4/4   |
| 3   | Gehet zu seinen Toren ein    | 4    | SSAATTBB | Allegretto con grazia |        | 3/4   |
| 4   | Denn der Herr ist freundlich | 5    | SATB     | Maestoso              | D-Dur  | 4/4   |

Das Werk ist besetzt mit einem vierstimmigen Chor, der manchmal weiter aufgeteilt ist, Orgel und einem Sinfonieorchester von zwei Flöten, zwei Oboen, zwei Klarinetten, zwei Fagotten, vier Hörnern, zwei Trompeten, drei Posaunen, Tuba, drei Pauken sowie weiterem Schlagzeug und Streichern. Im letzten Satz spielt ein zusätzlicher Bläserchor aus vier Trompeten und vier Posaunen als cantus firmus die Melodie von Luthers Choral Ein feste Burg ist unser Gott. Alle vier Sätze sind in D-Dur notiert, doch Reger moduliert häufig. Die Sätze gehen ohne Unterbrechung ineinander über. Zwischen dem 3. und 4. Satz steht eine kurze instrumentale Überleitung, die Andante sostenuto bezeichnet ist.

### Jauchzet
Der Einsatz des Chores wird durch einen Paukenwirbel von zwei Takten vorbereitet, gesteigert von pp. Im dritten Takt setzt das Orchester ff mit einem D-Dur-Akkord ein, der Chor fällt synkopisch und unisono ein und singt zunächst nur wiederholt das Wort „Jauchzet“, mit verschiedenem Ausdruck. Erst in Takt 16 wird der Text fortgesetzt, indem die Stimmen schnelle Koloraturen in Imitation steigern bis zum Ausruf „alle Welt“, der nach einer Pause unisono wiederholt wird.
Der folgende Psalmvers ist in großem Gegensatz ruhig und verhalten, sostenuto und pp bezeichnet. Der Gedanke „Dienet“ wird in Imitation von den tiefen Stimmen her aufgebaut, wobei alle vier Chorstimmen geteilt sind. „Dienet dem Herrn“ wird vom Alt vorgetragen, die anderen Stimmen fallen ein. „Dienet dem Herrn mit Freuden“ erscheint zuerst in den Unterstimmen, der Sopran übernimmt das Thema einen Takt später in ausdrucksvoller Steigerung, espressivo und crescendo bezeichnet. Zunehmend erscheinen freudige Gruppen von Sechzehnteln, erst in einzelnen Stimmen, dann verdichtet, und der Anfangsgedanke „Jauchzet“ wird wieder aufgegriffen. In Takt 111 erscheint erstmals der dritte Gedanke „Kommt“. Auch dieses Wort wird mehrfach wiederholt, bis auch „vor sein Angesicht“ erklingt, schließlich „mit Frohlocken“. In Takt 130 beginnt eine Reprise des ersten Abschnitts, der mit einem weiteren unisono „alle Welt“ endet, wobei jede Silbe mit einer Fermate versehen ist.

### Erkennet
Der zweite Satz beginnt mit einer leisen instrumentalen Einleitung von dreizehn Takten. Hörner und Posaunen spielen zunächst unisono drei gleiche Töne B, denen das Wort „Erkennet“ unterlegt werden könnte. Dieser Rhythmus durchzieht die Einleitung. Die Chorstimmen nehmen ihn auf, wenn sie das Wort, ppp, unisono auf C, singen. Nach mehreren Wiederholungen des Wortes wird in Takt 26 fortgeführt „dass der Herr Gott ist“, mit einer schnellen Steigerung von Herr zu Gott. In einem Mittelteil wird überwiegend homophon gesungen: „Er hat uns gemacht und nicht wir selbst …“ Danach erscheint eine Reprise des Anfangsgedankens, diesmal pp endend.

### Gehet zu seinen Toren ein
Instrumental wird die Tonart Fis-Dur im Dreiertakt kurz eingeführt. In diesem Satz bringen die geteilten Frauenstimmen des Chores den ganzen Psalmvers, homophon und „dolcissimo“, „Gehet zu seinen Toren ein“, wobei die drei Viertel des Taktes meist als Halbe und Viertel erscheinen. Die Männerstimmen, ebenfalls geteilt, antworten mit „Gehet“, die Frauen wiederholen ihren Text in neuer Fassung. Dann wiederholt sich der Ablauf mit vertauschten Rollen. Der weitere Text wird zunehmend verdichtet und gesteigert, auch durch fortwährende Modulation. Kurz vor einem Höhepunkt erscheinen erstmals in diesem Satz Achtelnoten, im Bass von Chor und Orchester. Sie bestimmen den Charakter der Begleitung, während der Chor unisono singt „Danket ihm“, weiterhin in Vierteln und Halben. Der Chor übernimmt die Achtel für den Schluss, „Lobet seinen Namen“, in vierstimmiger Imitation.

### Denn der Herr ist freundlich
Nach einer kurzen instrumentalen Einleitung singen Sopran und Tenor die simultanen Themen einer Doppelfuge, die beide lebhaft bewegt sind, jedoch die schnellsten Bewegungen zu verschiedenen Zeiten bringen. Nach einem Zwischenspiel, das in Takt 77 beginnt, erklingt ab Takt 91 zu den Fugenthemen in Bass und Sopran als cantus firmus die Choralmelodie von Luthers Ein feste Burg ist unser Gott. Das Werk endet mit einer langsamen Steigerung auf den Text „und seine Wahrheit für und für“.

## Fassungen

### Hindemith
Paul Hindemith schrieb eine revidierte Fassung, in der Absicht, der Musik mehr Klarheit zu verleihen. Stephen Luttmann bemerkte, dass Hindemith versuchte, Regers unkontrollierte Erfindungsgabe (uncontrolled invention) zu zügeln.

### Orgelfassung
François Callebout erstellte eine Orgelfassung, die 2004 im Musikverlag Dr. J. Butz erschien. Wie Gabriel Dessauer im Vorwort ausführt, war das Werk für die oratorischen Chöre zu Beginn des 20. Jahrhunderts konzipiert, in denen durchaus bis zu 500 Sängerinnen und Sänger mitwirkten. Die Orgelfassung entstand, um auch kleineren Chören den Zugang zu dem Werk zu erschließen. Sie wurde 2003 vom Reger-Chor in St. Bonifatius – Wiesbaden –, uraufgeführt, in der Gemeinde, der Reger während seiner Studienjahre in Wiesbaden angehörte.